# Belval-en-Argonne
Belval-en-Argonne è un comune francese di 53 abitanti situato nel dipartimento della Marna nella regione del Grand Est.

## Società

### Evoluzione demografica
Abitanti censiti